# IC 1447
IC 1447 је спирална галаксија у сазвјежђу Водолија која се налази на листи објеката дубоког неба у Индекс каталогу.
Деклинација објекта је - 5° 7' 10" а ректасцензија 22h 29m 59,8s. Привидна величина (магнитуда) објекта IC 1447 износи 12,8 а фотографска магнитуда 13,6. IC 1447 је још познат и под ознакама MCG -1-57-14, IRAS 22273-0522, PGC 68996.